# Zeeschildpadden
Zeeschildpadden (Cheloniidae) zijn een familie van grote schildpadden die in alle tropische en in sommige subtropische en gematigde zeeën voorkomen. Wereldwijd komen er zeven  soorten voor, waarvan er minstens vijf bedreigd zijn. Van hen heeft de onechte karetschildpad de meest noordelijke legplaatsen, tot in de Middellandse Zee. In Nederland zijn incidenteel dode en levende exemplaren aangespoeld van verschillende soorten.

## Indeling
De eigenlijke familie van zeeschildpadden is de Cheloniidae, en is ook het bekendst omdat deze de meeste soorten bevat. Een andere familie van in zee levende schildpadden is de familie lederschildpadden (Dermochelyidae), die nog maar door één soort wordt vertegenwoordigd; de lederschildpad (Dermochelys coriacea). Strikt genomen behoort hij niet tot de familie van zeeschildpadden, hoewel hij meestal toch als zodanig wordt benoemd. De twee families vormen samen de superfamilie Chelonioidea.

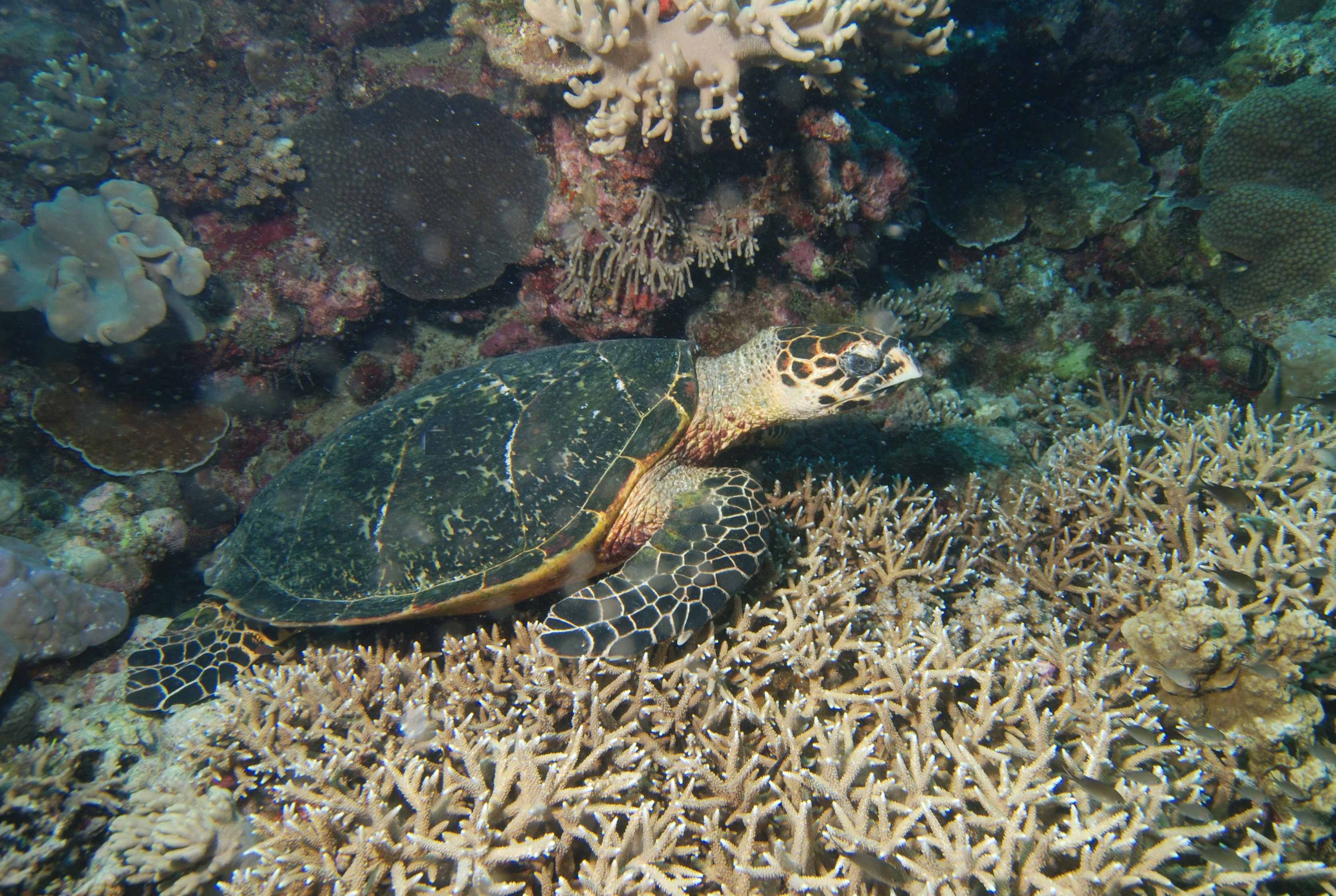
Karetschildpad (Eretmochelys imbricata)
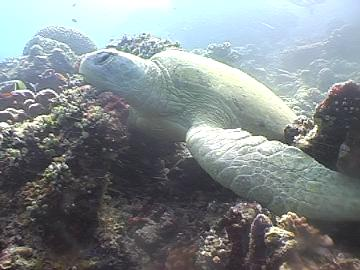
Soepschildpad (Chelonia mydas)

## Algemeen
Zeeschildpadden zijn ongeveer 120 miljoen jaar geleden ontstaan uit schildpadden die meer op het land leefden. Ze zijn zeer goed aangepast aan een leven in zee. Ze moeten regelmatig ademhalen, maar in rust kan de schildpad lange tijd onder water blijven. De snelheid van een zeeschildpad varieert, van 3 tot 30 km/u. De meeste soorten kunnen enorme afstanden afleggen, waarbij ze gebruikmaken van het magnetisch veld van de aarde en waarschijnlijk ook de stromingen van de zee. Omdat hierover nog veel onduidelijkheid bestaat, is bij een aantal exemplaren een satellietzender op het schild aangebracht zodat de trekbewegingen goed in de gaten gehouden kunnen worden.
Zeeschildpadden eten voornamelijk kwallen, kreeftachtigen en inktvissen. Vijanden van zeeschildpadden zijn grote rovende vissen, maar jongere dieren die kleiner en zachter zijn worden door van alles belaagd en zelfs door watervogels als meeuwen uit het water gepikt. Ook worden de legsels uitgegraven door diverse dieren als wasbeerachtigen. Volwassen exemplaren zijn vaak langer dan een meter (met uitzondering van Lepidochelys-soorten) en hebben weinig te duchten van natuurlijke vijanden.
De grootste bedreiging is de mens, die direct op de schildpadden jaagt om hun vlees, vet en schilden. Ook komen vele dieren om het leven als bijvangst in de garnalenvisserij, het vissen met lange lijnen, en verstrikking in losse visnetten of anders door de mens achtergelaten rommel in de zee. Ook het kleiner worden van nestplaatsen is een belangrijke bedreiging, evenals bebouwing in de buurt hiervan. Het licht dat wordt verspreid door bebouwing zorgt ervoor dat de net uitgekomen schildpadjes, met name 's nachts, in de war raken. Hierdoor gaan ze niet naar zee, maar de andere kant op waar ze geen schijn van kans maken.
Hoewel de jacht op zeeschildpadden streng verboden is wordt er nog veel illegaal gevist op alle soorten. In landen als Indonesië en China wordt het vlees verwerkt tot soep. Daar gelooft men dat het schild een geneeskrachtige werking heeft. In Japan wordt het schild als geluksbrenger beschouwd. Hierdoor zijn de meeste soorten zeeschildpadden sterk bedreigd en staan sommige hoog op de lijst van met uitsterven bedreigde dieren.

## Voortplanting
De paring vindt plaats in zee, waarbij de schildpadden elkaar vaak in de nek bijten. Nadat de vrouwtjesschildpad genoeg vet heeft opgebouwd om de lange tocht te maken, vertrekken ze iedere een à twee jaar naar het strand om eieren te leggen. Ze zijn zeer kieskeurig in hun strandkeuze en gaan altijd terug naar het gebied waar ze zelf ooit geboren waren, op enkele soorten na. Op zandstranden graaft het wijfje met haar flipperachtige achterpoten een kuil van 30 tot 50 cm diep en deponeert daarin haar 100 tot 110 eieren. Tijdens het afzetten van de eitjes raakt ze in een soort trance waardoor ze makkelijk benaderd kan worden. Stropers gebruiken dit moment om de eitjes op te vangen voor de verkoop, natuurbeschermers om de eitjes veilig te stellen en ze elders op te kweken tot jonge schildpadjes. Deze zijn waardeloos omdat er amper vlees aanzit en het schild nog te klein en te zacht is. Als het vrouwtje weer bijkomt gooit ze de kuil dicht en kruipt terug naar zee.
Na het uitkomen trekken de jonge zeeschildpadjes direct naar het water. Vermoedelijk is het niet de zee die ze herkennen en waardoor ze worden aangetrokken, maar juist de donkere duinen die ze afstoot en ze de andere kant op doen gaan. Dit is voor wetenschappers nog niet helemaal duidelijk. Verreweg het grootste deel wordt binnen korte tijd verschalkt door vissen, vogels en andere dieren die graag jonge en dus nog zachte schildpadjes eten.

## Taxonomie
Alle geslachten tellen maar één enkele soort, op de twee vertegenwoordigers van het geslacht Lepidochelys na. Onderstaand zijn alle zeeschildpadden opgesomd met hun belangrijkste kenmerken. De lederschildpad is voor de volledigheid ook opgenomen. Een ondersoort van de soepschildpad (Chelonia mydas agassizi) wordt soms ook wel als aparte soort gezien, deze is niet opgenomen.
| Overzicht van de zeeschildpadden | Overzicht van de zeeschildpadden                        | Overzicht van de zeeschildpadden | Overzicht van de zeeschildpadden | Overzicht van de zeeschildpadden                                           | Overzicht van de zeeschildpadden                           | Overzicht van de zeeschildpadden                                                                            | Overzicht van de zeeschildpadden |
| Afbeelding                       | Naam                                                    | Engelse naam                     | Lengte (max)                     | Voedsel                                                                    | Verspreiding                                               | Onderscheid                                                                                                 | IUCN-status                      |
| -------------------------------- | ------------------------------------------------------- | -------------------------------- | -------------------------------- | -------------------------------------------------------------------------- | ---------------------------------------------------------- | --- | -------------------------------- |
|                                  | Soepschildpad Chelonia mydas ― Linnaeus, 1758           | Green sea turtle                 | 100 (150)                        | Planten                                                                    | Atlantische Oceaan, Grote Oceaan, Middellandse Zee         | Eén klauwrest per voorpoot, één paar schubben tussen de ogen, vier paar ribschilden op het rugschild.       | Bedreigd (bron)                  |
|                                  | Karetschildpad Eretmochelys imbricata ― Linnaeus, 1766  | Hawksbill turtle                 | 90 (114)                         | Sponsdieren, andere dieren en planten                                      | Atlantische Oceaan, Grote Oceaan, Grote Oceaan             | Twee klauwresten per poot, twee paar schubben tussen de ogen, vier paar ribschilden op het rugschild.       | Kritiek (bron)                   |
|                                  | Platrugzeeschildpad Natator depressus ― Garman, 1880    | Flatback turtle                  | 100 (114)                        | Zeekomkommers, garnalen en andere ongewervelden                            | Oceanië                                                    | Eén paar schubben tussen de ogen, vier ribschilden op het schild, opvallend plat schild.                    | Onbekend (bron)                  |
|                                  | Onechte karetschildpad Caretta caretta ― Linnaeus, 1758 | Loggerhead turtle                | 100 (123)                        | Verschillende dieren en planten                                            | Wereldwijd                                                 | Eén of twee klauwrestanten, twee paar schubben tussen de ogen, vijf ribschilden op het schild.              | Kwetsbaar (bron)                 |
|                                  | Kemps zeeschildpad Lepidochelys kempii ― Garman, 1880   | Kemp's ridley turtle             | 75                               | Krabben, garnalen en andere dieren, ook planten                            | Noord- en Midden-Amerika                                   | Eén of twee klauwrestanten, twee paar schubben tussen de ogen, vijf ribschilden op het schild, blijft klein | Kritiek (bron)                   |
|                                  | Warana Lepidochelys olivacea ― Eschscholtz, 1829        | Olive ridley turtle              | 73                               | Voornamelijk dieren als vissen, oesters, krabben, kwallen, ook wel planten | Wereldwijd, in de Atlantische Oceaan alleen in het zuiden. | Eén of twee klauwrestanten, twee paar schubben tussen de ogen, vijf of meer ribschilden, blijft klein       | Kwetsbaar (bron)                 |
|                                  | Lederschildpad Dermochelys coriacea ― Vandelli, 1761    | Leatherback turtle               | 150 (270)                        | Kwallen en soms andere dieren                                              | Wereldwijd                                                 | Duidelijke kielen op het rugschild, geen hoornplaten. Geen klauwrestanten.                                  | Kritiek (bron)                   |